# Severed Savior
Severed Savior ist eine Brutal-Death-Metal-Band, die 1999 in San Francisco, USA, gegründet wurde. Der Sound der Band zeichnet sich besonders durch eine extrem schnelle und technisch versierte Spielweise aus. Derzeit ist die Band bei Candlelight Records unter Vertrag.

## Geschichte
Severed Savior wurde im Jahre 1999 von Murray Fitzpatrick (erst E-Gitarre, dann Bass), Mike Gilbert (E-Gitarre), Troy Fullerton (Schlagzeug), Dusty Boisjolie (Gesang) und Armondo Avolos (Bass) gegründet. Zusammen entwickelten sie die ersten Stücke und spielten einige Shows in der San Francisco Bay Area und traten zusammen mit Bands wie Incantation, Disgorge und Deeds of Flesh auf. Kurz danach verließ Armondo die Band, Murray gab seinen Posten an der E-Gitarre auf und übernahm den Bass. Im März 2000 nahm die Band ihre erste Demo namens Puddle of Gore unter der Leitung von Bart Thurber in den House of Faith Studios in Oakland, Kalifornien auf.
Nach der Veröffentlichung spielte die Band auf einigen Konzerten. Im Juni 2001 stieß Gitarrist Jared Deaver (ex-Deeds of Flesh, ex-Impaled). Zusammen nahmen sie zwei neue Lieder auf und wurden als EP, zusammen mit den Liedern der vorherigen Demo als Bonustracks, veröffentlicht. Die EP Forced to Bleed wurde im August 2001 in den J-Lab Studios in Daly City, Kalifornien, aufgenommen. Kurz danach verließ Mike Gilbert die Band und Deaver fand mit Rob Lumbre einen Ersatz. Forced to Bleed wurde am 24. November 2001 über Disfigured Records veröffentlicht. Nach der Veröffentlichung unterschrieb die Band einen Vertrag bei Unique Leader Records. Am 5. Januar 2002 verstarb Gitarrist Lumbre bei einem Autounfall. Mit Jason Kramer fand man kurzzeitig einen Ersatz, jedoch verließ dieser im August desselben Jahres die Band wieder.
Danach begannen die Aufnahmen zum ersten Album Brutality Is Law im Digit-Sound-Studio in San Pablo, Kalifornien. Das Album wurde über Unique Leader Records in den USA am 24. März 2003 und im April 2003 weltweit veröffentlicht. Kurz nach der Veröffentlichung von Brutality Is Law verließ Deaver die Band und Mike Gilbert kehrte zurück zur Band. Im November und Dezember 2003 ging die Band zusammen mit Gorgasm, Pyaemia und Spawn of Possession auf Tour. Im Juli 2004 ging die Band auf Tour durch Nordamerika zusammen mit Cannibal Corpse und The Black Dahlia Murder.
Im Jahre 2008 veröffentlichte die Band ihr zweites Album namens Servile Insurrection über Candlelight Records.

## Stil
Charakteristisch für die Stücke der Band sind die hohe technische Spielweise der Instrumente und der das extrem tiefe Growling. Auch ist das Spiel des Schlagzeugs sehr stilprägend, das teils sehr schnell gespielt wird, aber auch von langsameren Passagen unterbrochen wird.

## Sonstiges
- Schlagzeuger Troy Fullerton, ist ebenfalls als Schlagzeuger bei der amerikanischen Death-Metal-Band „Carnivorous“ tätig.

## Diskografie
- Puddle of Gore (Demo, 2000, Eigenveröffentlichung)
- Forced to Bleed (EP, 2001, Disfigured Records)
- Brutality Is Law (Album, 2003, Unique Leader Records)
- 2006 Demo (Demo, 2006, Eigenveröffentlichung)
- Servile Insurrection (Album, 2008, Candlelight Records)